# Plebiscito Padova
Il Plebiscito Padova è la principale squadra di pallanuoto della città di Padova sia in campo maschile che in campo femminile. I colori sociali sono il bianco ed il rosso.

## Squadra Femminile

### Storia
La formazione femminile milita nel campionato di serie A1: è una delle società nel panorama nazionale che vanta una squadra formata da molte atlete provenienti dal settore giovanile, che ha portato negli anni a diversi successi in ambito nazionale. Dopo aver perso, nella stagione 2013-2014, la finale scudetto contro Imperia, nell'annata successiva le patavine conquisteranno i loro primi titoli, iniziando un ciclo vincente che si prolungherà per oltre un quadriennio.
L'8 marzo 2015, infatti, il Plebiscito conquista per la prima volta nella sua storia la Coppa Italia, battendo il Messina. Dopo aver dominato la regular season, il 18 maggio dello stesso anno si aggiudica anche il campionato italiano, sconfiggendo in finale play-off le campionesse uscenti della Rari Nantes Imperia. Le liguri batteranno invece le padovane per 8-7 nella finale di Coppa LEN, il secondo trofeo più importante per club a livello europeo.
Nel campionato successivo la squadra si aggiudica il secondo scudetto (sconfiggendo, nella finale dei play-off, Messina per 6-4), mentre la doppietta (Coppa Italia e campionato) riesce nuovamente nella stagione 2016-2017, durante la quale la squadra si comporta bene anche in campo europeo, venendo sconfitta solo in finale di Coppa LEN dalle ungheresi dell'UVSE, che si impongono per 7-6 nella gara unica di finale disputata a Budapest. Nel 2018 il Plebiscito trova il suo quarto scudetto consecutivo, battendo in finale l'Orizzonte Catania per il secondo anno di fila; nelle annate seguenti, tuttavia, saranno le etnee a tornare ad affermarsi. Ciononostante la formazione veneta si manterrà su buoni livelli di competitività e nella stagione 2019-2020, prima della brusca interruzione per la pandemia di COVID-19, riuscirà a conquistare la terza Coppa Italia della sua storia, sconfiggendo nell'atto conclusivo proprio la compagine siciliana. Dopo alcune stagioni sempre su buoni livelli, ma prive di trofei, nel 2024 la compagine patavina si aggiudica la sua prima competizione internazionale, la LEN Euro Cup, battendo per 10-8 le connazionali di Trieste in finale.

### Palmarès

#### Trofei nazionali
- Campionato italiano: 4

2014-15, 2015-16, 2016-17, 2017-18
- Coppe Italia: 3

2014-15, 2016-17, 2019-20
- FIN Cup: 1 (record condiviso con l'Orizzonte Catania)

2016-17

#### Trofei internazionali
- Coppe LEN: 1

2024

#### Trofei giovanili
- Campionato italiano femminile Juniores: 1

2025

### Rosa
| N° |                   | Ruolo | Giocatore         |
| -- | ----------------- | ----- | ----------------- |
|    | Italia (bandiera) | P     | Laura Teani       |
|    | Italia (bandiera) | P     | Emma Pozzani      |
|    | Italia (bandiera) | P     | Beatrice Destro   |
|    | Italia (bandiera) | P     | Carolina Giacon   |
|    | Italia (bandiera) | D     | Carlotta Meggiato |
|    | Italia (bandiera) | D     | Philippa Pedley   |
|    | Italia (bandiera) | D     | Emma Bacelle      |
|    | Italia (bandiera) | D     | Yara Al Masri     |
|    | Italia (bandiera) | D     | Luna Tognon       |
|    | Italia (bandiera) | D     | Sara Sabbiadin    |

| N° |                        | Ruolo | Giocatore           |
| -- | ---------------------- | ----- | ------------------- |
|    | Paesi Bassi (bandiera) | A     | Maxine Schaap       |
|    | Italia (bandiera)      | A     | Valentina Sgrò      |
|    | Italia (bandiera)      | A     | Carlotta Breda      |
|    | Italia (bandiera)      | A     | Federica Bozzolan   |
|    | Italia (bandiera)      | CB    | Ely Pasqualin       |
|    | Russia (bandiera)      | CB    | Nikol Muissu        |
|    | Italia (bandiera)      | CB    | Beatrice Cassarà    |
|    | Italia (bandiera)      | CV    | Alessia Millo       |
|    | Italia (bandiera)      | CV    | Giulia Delli Guanti |
|    | Italia (bandiera)      | CV    | Beatrice Battel     |

| Allenatore: | Stefano Posterivo |

## Squadra Maschile

### Storia
La squadra maschile milita attualmente nel campionato italiano di pallanuoto di Serie A2 ed è stata fondata nel 1984. Come nelle stagioni precedenti, è una delle poche società italiane formate da 15 sedicesimi della rosa da padovani, provenienti dal settore giovanile. Nel 2020 e 2021 ha militato in Serie B, mentre nel 2022 è nuovamente promossa in Serie A2.

### Rosa
| N° |                   | Ruolo | Giocatore          |
| -- | ----------------- | ----- | ------------------ |
|    | Italia (bandiera) | P     | Gianluca Destro    |
|    | Italia (bandiera) | P     | Rocco Maretto      |
|    | Italia (bandiera) | P     | Nicola Michelon    |
|    | Italia (bandiera) | D     | Gioele Dainese     |
|    | Italia (bandiera) | D     | Leonardo Locatelli |
|    | Italia (bandiera) | A     | Riccardo Zocco     |
|    | Italia (bandiera) | CV    | Lorenzo Leonardi   |
|    | Italia (bandiera) | CV    | Alessandro Casieri |
|    | Italia (bandiera) | A     | Alessandro Taglia  |
|    | Italia (bandiera) | CV    | Lorenzo Michelon   |

| N° |                   | Ruolo | Giocatore       |
| -- | ----------------- | ----- | --------------- |
|    | Italia (bandiera) | D     | Tommaso Marotto |
|    | Italia (bandiera) | CB    | Mattia Baldassa |
|    | Italia (bandiera) | A     | Francesco Maccà |
|    | Italia (bandiera) | A     | Giacomo Sartori |
|    | Italia (bandiera) | CB    | Pietro Arnesano |
|    | Italia (bandiera) | A     | Edoardo Pisani  |
|    | Italia (bandiera) | A     | Enrico Biasutti |

| Allenatore: | Dino Rolla |